# 金轂
金轂（？—？），字弘載，錦衣衛軍籍，直隸崑山縣人，明朝政治人物。

## 生平
弘治十七年（1504年）甲子科順天府鄉試舉人。弘治十八年（1505年）中式乙丑科會試第一百四十六名，二甲第二十一名進士。嘉靖元年（1522年）任四川右參議。

## 家族
曾祖金文賓；祖父金□；父金□，母吳氏。具慶下。